# بابلو ماركيز
بابلو ماركيز (بالإسبانية: Pablo Márquez)‏ هو عازف الغيتار الكلاسيكي وعازف قيثارة أرجنتيني، ولد في 1967.

## وصلات خارجية
- بابلو ماركيز على موقع ميوزك برينز (الإنجليزية)
- بابلو ماركيز على موقع أول ميوزيك (الإنجليزية)
- بابلو ماركيز على موقع ديسكوغز (الإنجليزية)